# Gabriel Wallentin
Gabriel Carl Wallentin, född 3 april 2001, är en svensk fotbollsspelare som spelar för Halmstads BK.

## Karriär
Wallentin började spela fotboll i Trönninge IF när han var 4–5 år och gick innan tonåren till Halmstads BK. I februari 2020 skrev han på ett treårskontrakt med A-laget. Wallentin tävlingsdebuterade för Halmstad den 7 mars 2020 i en 2–1-vinst över Tvååkers IF i Svenska cupen, där han blev inbytt i halvtid mot Dusan Djuric.
I januari 2021 lånades Wallentin ut till Skövde AIK på ett säsongslån. Han spelade 17 matcher i Ettan Södra 2021 och hjälpte klubben att bli uppflyttade till Superettan. I januari 2022 förlängdes låneavtalet över ytterligare en säsong. Han spelade 23 matcher i Superettan 2022.
Inför säsongen 2023 förlängde Wallentin sitt kontrakt i Halmstads BK med två år. Den 2 april 2023 gjorde Wallentin allsvensk debut i en 2–1-seger över AIK, där han spelade från start och bildade mittbackspar med Jonathan Svedberg.